# Рахматулліна Зугура Яганурівна
Зугура Яганурівна Рахматулліна (́нар.. 26 серпня 1961, х. Нижні Лемези, Башкирська АРСР, Російська РФСР) — російська політична діячка, доктор філософських наук, професор; міністерка освіти Республіки Башкортостан (2004—2006); депутатка Державної думи Російської Федерації VI скликання (2011—2016); депутатка Державної Думи Російської Федерації VII скликання (з 2016).

## Життєпис
Зугура Рахматулліна народилась 1961 року. У 1985 році була призначена лаборанткою, а за рік — старшою лаборанткою, згодом — інженеркою відділу Башкирського державного університету імені 40-річчя Жовтня у місті Уфа.
З 1986 по 1991 роки вона навчання в аспірантурі Башкирського державного університету імені 40-річчя Жовтня.
Потім перейшла на викладацьку діяльність. Пройшла шлях від асистентки кафедри, старшої викладачки до доцентки кафедри Башкирського державного університету імені 40-річчя Жовтня.
У 1996—1999 роках Рахматулліна навчалась у докторантурі Башкирського державного університету імені 40-річчя Жовтня.
З 2000 року знову працювала викладачкою своєї альма-матер: доцентка, виконувачка обов'язків завідувача, завідувачка кафедри, професор кафедри етики, естетики та культурології Башкирського державного університету.
У 2004 році була призначена міністеркою освіти Республіки Башкортостан. У 2006 році знову повернулась до викладацької діяльності: професор, завідувачка кафедри етики, естетики та культурології Башкирського державного університету.
У 2010 році Зугура Рахматулліна знову повернулась до республіканської влади — на рік обійняла посаду заступниці Прем'єр-міністра Уряду Республіки Башкортостан.
На парламентських виборах у грудні 2011 року Рахматулліна була обрана депутаткою Державної Думи VI скликання Федеральних Зборів РФ. У парламенті була обрана заступницею голови комітету Державної Думи з культури.
Обиралася депутаткою від виборчого об'єднання Всеросійська політична партія «Єдина Росія».
У 2016 році Рахматулліна була переобрана депутаткою Державної Думи VII скликання Федеральних Зборів РФ. Нині вона працює у складі комітету у справах національностей.
Зугура Рахматулліна обиралася по одномандатному виборчому округу — Бєлорєцький № 5.
Членкиня політичної партії Єдина Росія.
У травні 2017 року Зугура Рахматулліна взяла участь у Першому з'їзді Асамблеї народів Євразії, де серед іншого піднімались питання миру. А для цього, на її думку, необхідно прагнути до поглиблення взаєморозуміння між народами Євразії. Люди повинні через культуру подивитися на представників інших національностей, зрозуміти, чим вони живуть, які цінності для них важливі.
|  | Потрібно розуміти, що ніколи ще країни світу, особливо в Євразії, не знаходились настільки близько до прірви військового конфлікту, який, якщо вибухне, позначиться на всіх, принесе нещастя кожному народу цього регіону, — сказала у прес-центрі «Парламентской газеты» Росії Зугура Рахматулліна у червні 2017 року. |

### Родина
Одружена, має дочку.

## Наукова діяльність
Дійсна членкиня Російської академії природничих наук.
Авторка понад 400 друкованих праць, включаючи монографії та навчальні посібники з проблем філософії культури і виховання.

## Нагороди
- Медаль ордена «За заслуги перед Вітчизною» II ступеня (26 серпня 2016 року) — за активну законотворчої діяльності і багаторічну роботу[2]
- Почесне звання «Заслужена діячка науки Республіки Башкортостан» (2006)
- Почесні грамоти Міністерства освіти і науки Російської Федерації (2009), державних Зборів — Курултаю Республіки Башкортостан (2011)
- Подяка Уряду Російської Федерації (2013).